# Sân vận động Hamuta
Sân vận động Hamuta (tiếng Pháp: Stade Hamuta) là một sân vận động đa năng ở Papeete, Tahiti, thuộc Polynésie thuộc Pháp. Sân hiện đang được sử dụng chủ yếu cho các trận đấu bóng đá và tổ chức các trận đấu của AS Manu-Ura tại giải bóng đá hạng nhất quốc gia Tahiti. Sân vận động có sức chứa 10.000 khán giả.